# زخر
لجبل هو تضريس أرضي يرتفع عمّا حوله من الأرض في منطقة محددة. وتتميز بقمم صخرية حادة وسفوح شديدة الانحدار وبها أيضاً قمم مرتفعة العلو. الجبل بصورة عامة أكثر ارتفاعاً وحِدّةً من الهضبة. هناك اختلاف حول تحديد أقل ارتفاع للجبل لكي يتم اعتباره جبلاً، فالموسوعة البريطانية تستعمل ارتفاع 610 متر عن سطح الأرض لإطلاق مصطلح الجبل على المرتفع.
تتشكل الجبال من خلال قوى الصفائح التكتونية أو التعرية أو بسبب العمليات البركانية، والتي تعمل وفقًا لمقاييس زمنية تصل إلى عشرات الملايين من السنين. بمجرد توقف بناء الجبال، يتم تسوية الجبال ببطء من خلال تأثير التجوية ومن خلال التراجع وغيره، وكذلك من خلال التآكل الناتج عن الأنهار والأنهار الجليدية.
يعد جبل إفرست أعلى جبل في العالم ارتفاعه (8848م)، بينما يعد أعلى جبل في النظام الشمسي هو جبل أوليمبوس مونز على كوكب المريخ ارتفاعه (21171 م).

## فوائد الجبال في الأرض
[عدل]
تكمن أهمية الجبال في كونها «أبراج المياه» في العالم، حيث توفر من 60٪ إلى 80٪ من جميع موارد المياه العذبة لكوكبنا. كما يعتمد ما لا يقل عن نصف سكان العالم على خدمات النظم الإيكولوجية الجبلية للبقاء على قيد الحياة. تلعب الجبال دورًا مهمًا في توفير إمدادات المياه والغذاء لملايين الأشخاص في العالم. وتغطي الجبال حوالي 22 في المائة من سطح الأرض

## تعريف الجبل
[عدل]
الارتفاع والحجم والكثافة والوعورة كمعايير لتسمية الجبل، ولكن جاء في قاموس أوكسفورد الإنجليزي أن «الجبل: هو عبارة عن ارتفاع طبيعي عن سطح الأرض يرتفع أكثر أو أقل من سطع البحر ليحقق مستوى ارتفاع نسبي عن الارتفاعات المجاورة له».
في الولايات المتحدة الأمريكية استخدم التعريف القادم لتحديد مسميات الجبل عن غيره من المرتفعات:
- مسطح ارتفاعه 500 قدم يسمى سهل.
- نقطة ارتفاعها من 501-999 قدم يسمى تل.
- نقطة أعلى من 1000 قدم أو أكثر يسمى جبال.

تعريف آخر للمركز العالمي للرصد والحفظ كامبريدج، المملكة المتحدة: يعد الجبل جبلا إذا كان:
- ارتفاعه على قاعدة بما لا يقل عن 2500 م.
- ارتفاعه على قاعدة بين 1500-2500 م مع ميل أكبر من 2 درجة.
- ارتفاعه على قاعدة بين 1000-1500 م مع ميل أكبر من 5 درجات.
- إذا كان ارتفاعه أكثر من 300 م وكان نصف قطره 7 كلم.

وحسب هذا التعريف فإن الجبال تغطي 64 ٪ من قارة آسيا و 25 ٪ من قارة أوروبا و 22 ٪ من قارة أمريكا الجنوبية و 17 ٪ من قارة أستراليا، و 3 ٪ في قارة أفريقيا. وعلى ذلك فإن 24 ٪ من مساحة الأرض الإجمالية جبلية و 10 ٪ من الناس يعيشون في المناطق الجبلية، ومعظم الأنهار في العالم تتغذى من المصادر الجبلية، وأكثر من نصف البشرية يعتمدون على الجبال في الحصول على المياه.
توجد بعض الجبال منعزلة ولكن الأغلب أنها توجد في مجموعة أو صف إما في شكل حيد واحد مركب أو سلسلة من الحيود المترابطة ومجموعة الجبال هي عدد من الصفوف الجبلية المترابطة من حيث الشكل والأصل أما السلسلة فهي عدد من مجموعات الجبال التي تشغل منطقة عامة بعينها، بعض الجبال بقايا لهضاب نحتتها عوامل الطبيعة وبعضها الآخر أصله مخروطات بركانية أو تدخلات من صخور نارية كونت قبابا صخرية وتتكون جبال الكتل الصدمية نتيجة رفع كتل ضخمة من سطح الأرض بالنسبة للكتل المجاورة لها. وكل السلاسل الجبلية إما أن تكون جبال طي أو تراكيب بنائية معقدة دخلت في تكوينها عوامل الطي والتصدع والنشاط الناري ومعظمها يتعرض للرفع الرأسي بعد حدوث الطي

## تكون الجبال
[عدل]
مقال تفصيلي: تكوين الجبال
هنالك أربع مراحل لتكون الجبل:
- غمر البحر وترسيب مواد في قعر البحر.
- تكون طبقات متنوعة من مواد الترسيب.
- حدوث تجعد نتيجة ضغط باطني إلى أعلى.
- تراجع مياه البحر وظهور اليابسة.

## أنواع الجبال
[عدل]
تنتظم جبال العالم في ثلاثة أنواع هي: الجبال المنفردة، والسلاسل الجبلية، والأحزمة الجبلية.
تكثر الجبال المنفردة في المناطق البركانية، وفي البقاع التي تعرضت للحت، أما السلاسل الجبلية فهي أشرطة طويلة تمتد عشرات ومئات الكيلومترات، في حين تتألف الأحزمة الجبلية من سلاسل متصلة وتمتد آلاف الكيلومترات، أكبرها الحزام الألبي ـ الهيمالائي، والحزام الأنديزي، وحزام سلاسل آسيا الوسطى، وحزام هوامش المحيط الهادئ.
ويغلب على الجبال السلاسل والأحزمة توزعها على هوامش القارات وسواحلها، ففي الوطن العربي تقع أهم الجبال على سواحل البحر المتوسط، مثل جبال بلاد الشام والأطلس في المغرب العربي وعلى جانبي البحر الأحمر وخليج عدن، ثم جبال عُمان، وفي أسترالية تمتد جبال الألب الأسترالية على سواحلها الشرقية، وفي أمريكا الجنوبية على سواحلها الغربية، وفي أمريكا الشمالية على سواحلها الغربية والشرقية، وفي آسيا الصغرى على سواحلها الجنوبية والشمالية. ولا تبعد جبال الألب والبيرينا في أوروبا عن البحار كثيراً، بل تساير السواحل في إيطاليا والبلقان. وهناك سلاسل جبلية مهمة داخل القارات ولا سيما في أوراسيا مثل جبال الكاربات والأورال والقفقاس وسلاسل آسيا الوسطى وحول هضبة التبت وامتدادها نحو جنوب شرقي آسيا، وفي أفريقيا توجد كتل جبلية في قلب الصحراء مثل جبال الأحجار وتيبستي.

## أشكال الجبال
[عدل]

### الجبل المتطوي Folded Mountain
[عدل]
المقالة الرئيسة: جبل متطوي
وهو شكل ينشأ عن التثني في طبقات الأرض، مثال ذلك أن قشرة الأرض المنبسطة يقع عليها الضغط من جانبيها، فتنحصر الطبقة بينهما وينتج عن ذلك أن الطبقة تضيق بالوضع الذي هي فيه، فتريد أن تنكمش فلا تستطيع، فتنثني وتظهر فيها طية أو طيات تماماً كالذي يحدث في السجادة، تدفعها أفقياً من طرفيها فتظهر فيها الثنية من بعد الثنية، والطية الحادثة ترتفع عن مستوى السجادة وهكذا هي في الصخر، ترتفع عن سطح الأرض فتظهر كالقبة، ويسمى الجبل الناشئ بالجبل المتطوي أي الذي لو كشفت عن باطنه لوجدته يتألف من طية في الصخر من بعد طية. ومن أمثلة ذلك جبال الأطلس في المغرب، وجبال الألب في سويسرا وجبال اليورال في روسيا.

### الجبل المتصدع (rift mountain)
[عدل]
وهو جبل يعطيك وجها منه كالصفحة انبساطًا. وهو ينشأ عندما تعمل القوى الباطنية في صخر القشرة الأرضية بحيث لا تكتفي بثنيها، فيكون من جراء ذلك كسرها وانصداعها، ونصف منها يصعد وهو الجبل ونصف يهبط فلا تراه العين أو قد تراه ولكن منخفضاً.

### الجبل البركاني (Volcano mountain)
[عدل]
ويبدأ تكونه بخروج حمم من بطن الأرض ينثقب لها سطح الأرض، وتتراكم هذه الحمم ما ظل البركان في نشاطه وتبرد ويتألف منها الجبل، وقد اطلع الناس على جبل بركاني ظهر حديثاً في المكسيك وبالتحديد في عام 1943 بدأ بأن خرج من أرضه سحابة كثيفة من دخان، ومضى يوم فإذا بكومة من صخر ورماد تكونت حول الفم الذي خرج منه الدخان وكان ارتفاعها 30 م وظل البركان يقذف حممه وظل الركام يزيد، وبلغ ارتفاعه 150 م بعد أسبوعين، وبلغ 320 م في ثمانية أشهر وتوقف نشاط البركان في عام 1952 وكان ارتفاعه قد بلغ 450 م. والجبال البركانية لا يخفى شكلها على أحد، فشكلها كشكل المخروط أو القمع الهائل والكثير من جبال الأرض جبال بركانية عظيمة تكونت قبل ظهور الإنسان على ظهر الأرض بملايين السنين. ومن أشهر هذه الجبال جبل كليمانجارو، وهو نشأ في سهول أفريقيا عند خط الاستواء وارتفاعه يبلغ 6500 قدماً. ومن أشهرها أيضا جبل فوجي ياما وهو جبل اليابان المقدس ويبلغ ارتفاعه 4100 م.

### الجبال المقببة (Domed mountains)
[عدل]
وهي جبال كادت أن تكون جبالا بركانية، وذلك أنها بدأت بأن سرى الصخرالمنصهر في بطن الأرض يبحث لنفسه مخرجا من سطحها فلم يوفق، فجرى الصخر المنصهر في شقوق عديدة من الأرض، ولكنه لم يقو على اختراق القشرة كلها، فتكون نتيجة ذلك قبة، وهو الجبل فوق سطح الأرض.

## نظريات تكوُّن المنظومات الجبلية
[عدل]
استحوذ تطور منظومات الجبال وتكونها على اهتمام العلماء، وكانت موضوعاً لكثير من الدراسات التي تضمنت نظريات عدة أهمها نظريتان: الأولى قديمة، وتفترض تطور الجبال في مقعرات جيولوجية geosynclines تتراكم فيها رواسب كثيرة، مع حدوث هبوط تدريجي في قاعها، يلي ذلك خضوعها لحركات جانبية ضاغطة، فهي إذن تفترض حدوث حركات شاقولية (رأسية) وأخرى جانبية، في القشرة الأرضية، الأولى ثقالية تسبب الهبوط subsidence والثانية تمددية ضاغطة، تسبب التشوه والنهوض، وكان أول من وصفها العالم دانا Dana عام 1813 في أثناء دراسته لجبال الابالاش. وكانت هذه النظرية تتفق مع الاتجاه الفكري الذي يفترض أن القارات والمحيطات هيئات قديمة وثابتة للقشرة الأرضية.
أما النظرية الثانية فهي حديثة وتحليلية شاملة، وضعت وفق معطيات الدراسات الحديثة ومفاهيم تكتونية الصفائح[ر] التي تشرح المراحل التاريخية لتطور القارات والمحيطات. فنشوء المنظومات الجبلية مرتبط ارتباطاً وثيقاً بحركة صفائح الغلاف الصخري، وهو يتم في نطاق هوامش التصادم، حيث تهبط هذه الهوامش تحت صفائح القارات لتنغرز في المعطف، وتتكون من هبوطها خنادق المحيطات التي تصبح مجالاً لتراكم الرواسب فوق أشرطة طولانية هابطة من قشرة الأرض تدعى بالأحزمة الحركية mobile belts.
افترض وجود هذه الأحزمة في أثناء الدراسات التي أُجريت على جبال الابالاش، وقد لوحظ فيها أن ثخانه رسوباتها الباليوزوية تتجاوز 12000 متر، كما لوحظ أن هذه الرسوبات تتناقص ثخانتها تدريجياً نحو الغرب باتجاه داخل القارة، وتنخفض فيها إلى حدود تبلغ العشر تقريباً. وتشير الدلائل المستحاثية إلى أن توضع معظمها كان في بيئات بحرية غير عميقة، إذ بلغت ثخانتها حداً يفوق كثيراً أعظم الأعماق البحرية، لذلك افترض حدوث الهبوط في هذه الأجزاء من القشرة الأرضية في أثناء التراكم الرسوبي، وكلما ازداد الهبوط حدث تراكم أكبر.
وثمة أماكن كثيرة من القشرة الأرضية تناسب التراكم الرسوبي في الوقت الحاضر، كما توجد أماكن أخرى كانت في الماضي مسرحاً للتراكم، بما في ذلك القارات، لكن ينحصر تطور الأحزمة الحركية بالقرب من حواف الرفوف القارية edges of continental shelves أو قرب أقواس الجزر island arcs (الشكلين 2 و3). وفي مثل هذه الأماكن تقوم القارات وأقواس الجزر بدور المصادر الرئيسية لإمداد الأحزمة الحركية بالرسوبات. وبما أن الأحزمة الحركية في الأنظمة الجبلية هي أشرطة طولانية من الصخور الرسوبية والبركانية المشوهة، فإن أماكنها يجب أن تقع في نطاقات تصادم صفائح الغلاف الصخري، أي بين القارات والمحيطات وبمحاذاة أقواس الجزر.
من أمثلة ذلك، يذكر أن عرض الرف القاري شرق أمريكا الشمالية يبلغ نحو 320 كيلو مترا، ً وهو مغطى برواسب تصل ثخانتها عند حافته الخارجية إلى 5000 متر تقريباً وتعود إلى حقبي الميزوزوي والكينوزوي، تتألف من صخور رملية وغضارية وغضارية صفحية وكلسية، أو ما يعادلها من رسوبات غير متصلبة، وهي تتشابه بمجملها مع رسوبات الجزء الداخلي من حزام الابالاش، باستثناء خلوها من أسافين الحجر الرملي. أما الرسوبات العميقة المتراكمة فوق قشرة المحيط، فهي غضارية ناعمة مشوبة بمواد خشنة انزلقت من الرف القاري، وتفوق ثخانتها في بعض المواقع ثخانة الغطاء الرسوبي فوق الرف القاري.
هبوط الأحزمة الحركية: يُقلل الهبوط التدريجي للأحزمة الحركية من الثخانة الكبيرة لأجزاء من التراكم الرسوبي الثخين، ويعزى ذلك إلى أن صخور القشرة القارية ذات كثافة أقل من صخر المعطف المبطن لها، فهي إذن تطفو فوقه، ولابد للجزء الناهض منها أن يخضع للحت فتقل ثخانته ويميل إلى النهوض، وبالمقابل يميل الجزء الحامل لرواسب متزايدة في الثخانة إلى الهبوط، وفق مبدأ توازن الطفو floating balance أو ما يعرف بالتوازنية isostasy، وعلى هذا يعلل هبوط الأحزمة الحركية بازدياد فعل الثقالة، مع ازدياد التراكم الرسوبي، أي إن معدل الهبوط يتناسب مع معدل التراكم، وبناءً على ذلك، فإن جزءاً مقابلاً من صخر المعطف، تحت القشرة الأرضية الهابطة، يجب أن يزاح ويُضغط جانبياً ليسبب نهوض أجزاء مجاورة.

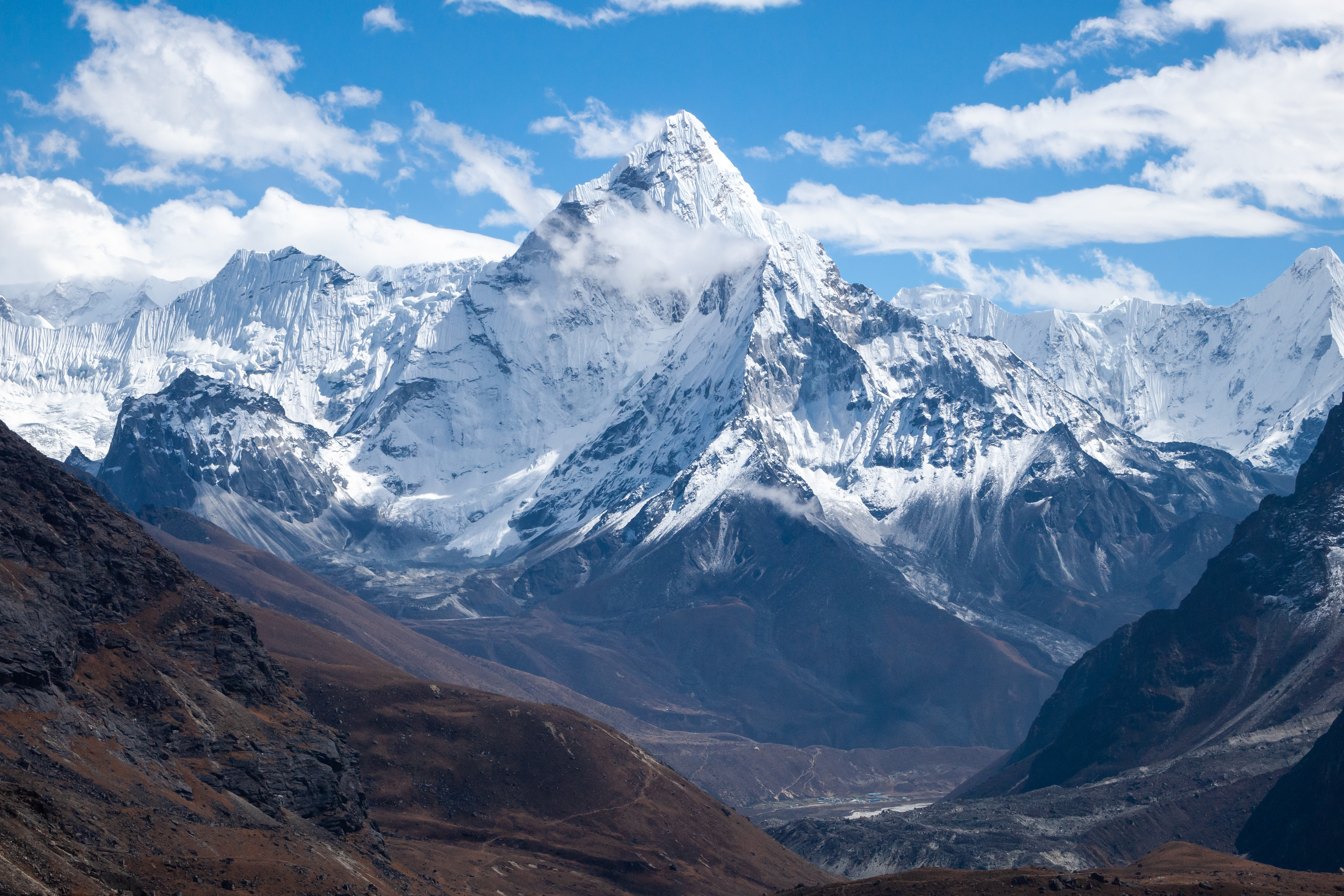
0

© Vyacheslav Argenberg / http://www.vascoplanet.com/ وCC BY 4.0 وhttps://commons.wikimedia.org/w/index.php?curid=125216708